# 11インチiPad Pro (第2世代)
11インチiPad Pro（11インチアイパッド プロ）はAppleが開発、販売するタブレット型コンピュータである。iPadシリーズにおける最上位モデルとなっている。

## 概要
2020年3月18日（現地時間）、ウェブサイト上で発表された。3月25日発売。チップはA12Xの8個目のGPUを有効化したApple A12Z Bionicを搭載している。さらに、iPadシリーズ初のデュアルカメラとLiDAR（Light Detection and Ranging）スキャナを搭載したことにより、撮影性能が従来モデルよりも向上している。Wi-Fiモデルは471 gで、Wi-Fi + Cellularモデルは473 g。カメラ仕様は広角が12MP、ƒ/1.8絞り値で、超広角が10MP、ƒ/2.4絞り値、125°視野角で、2倍の光学ズームアウト、最大5倍のデジタルズームが可能。レンズは5枚構成（広角と超広角）。サイズ・ディスプレイともに前世代を踏襲。ホームボタン及びイヤホンジャックがないベゼルレスデザインが採用され、認証はFace IDで、充電はUSB Type-C端子で行う。18W USB-C電源アダプタが付属する（30Wでの急速充電に対応）。Apple Pencilは第2世代に対応している。本モデルのストレージは最小でも128GBとなり、前世代と同じストレージでも1万1000円～3万3000円ほど価格が抑えられている。また、無線LAN規格が前世代の「IEEE 802.11 a/b/g/n/ac」から「IEEE 802.11 a/b/g/n/ac/ax (Wi-Fi 6)」に向上している。バッテリー容量は、29.37Whから28.65Whに減少している（駆動時間に変更はない）。

### 専用オプション
iPad Proの画面スペックを活かすため、専用のオプションが3つ用意されている。

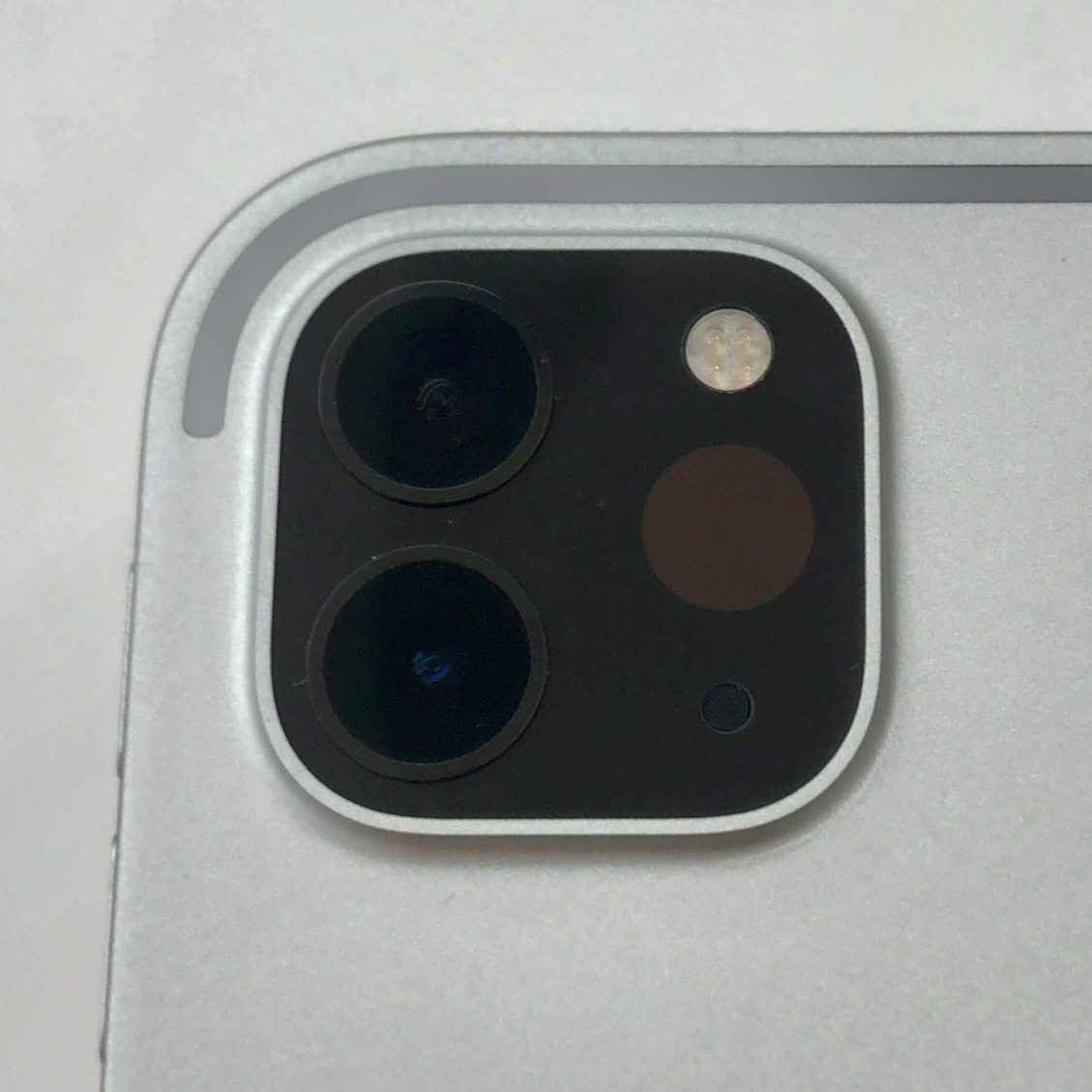
iPad Pro 11インチ（2020年モデル）の背面カメラとLiDARスキャナ。

Smart Keyboard Folio
Apple Pencil (第2世代)
Magic Keyboard

## iPadモデルの変遷
（横スクロールできる画像です）